# 고이정 (히로시마현)
고이정(일본어: 己斐町)은 일본 히로시마현 사에키군에 존재했던 정이다. 1889년의 정촌제 시행에 의해 고이촌이 성립하여, 1911년에 정으로 승격해 고이정이 되어, 1929년 4월 1일, 히로시마시에 편입, 합병되어 소멸하였다. 